# Stanotte sorgerà il sole
Stanotte sorgerà il sole (We Were Strangers) è un film del 1949, diretto da John Huston, tratto dal romanzo di Robert Sylvester Rough Sketch.

## Trama
L'Avana, Cuba, 1933, un gruppo di rivoluzionari combatte contro il regime del generale Gerardo Machado; tra questi vi è China Valdés, entrata in clandestinità a seguito dell'assassinio del fratello, che abita in una casa poco distante dal cimitero della capitale. Questo elemento è sfruttato da Anthony Fenner, comandante del gruppo, il quale escogita un piano che prevede l'omicidio di un importante funzionario, la cui tomba sarà successivamente minata, al fine di uccidere il maggior numero possibile di militari e di personalità legate al regime.
Per realizzare il piano è necessario scavare una galleria dalla casa di China alla tomba di Sebastian Contrera, il funzionario prescelto per l'attentato, ma questa deve passare attraverso il cimitero dei poveri, che si trova frapposto tra la casa ed il cimitero; lo scavo produce effetti devastanti in uno dei partecipanti che, sopraffatto dall'orrore, impazzisce ma ciò che sembra frustrare definitivamente il gruppo è la notizia, diffusa immediatamente dopo l'attentato da parte della famiglia di Contrera, che il funerale non si svolgerà nel cimitero della città ma nella cripta di famiglia che si trova nella sua antica residenza in campagna, rendendo di fatto inutile tutto quanto è stato realizzato, ma la rivolta comunque non si fermerà.